# Machaerina milnei
Machaerina milnei là loài thực vật có hoa trong họ Cói. Loài này được (C.B.Clarke) T.Koyama mô tả khoa học đầu tiên năm 1956.